# 橋本循
橋本 循（はしもと じゅん、1890年（明治23年）6月2日 - 1988年（昭和63年）5月27日）は、日本の中国文学者。
現在の福井県越前市生まれ。雅号・蘆北。京都帝国大学文科大学文学科修了。1928年立命館大学予科教授。1946年立大法文学部文学科部長。1949年「漢魏六朝文学思想論」で京大文学博士。立大文学部長・文学研究科長を数次務める。立命館理事。1959年特別任用教授。1969年名誉教授。白川静の師匠。記念して蘆北賞が設けられた。

## 著書
- 『中国文学思想論考』秋田屋、1948
- 『中国文学思想管見』朋友書店、1982／法蔵館「著作集1」、2016。全4巻
- 『蘆北山人詩草』立命館大学文学部中国文学研究室、1982

### 訳注
- 『楚辞』岩波文庫、1935。度々復刊／法蔵館「楚辭・雑纂 著作集4」[2]、2019。橋本循記念會編
- 『世界文学大系 第7A 詩経国風』[3]筑摩書房、1961／法蔵館「詩經國風 著作集2」、2017
- 『漢詩大系23 王漁洋』集英社、1965。度々再版／法蔵館「王漁洋 著作集3」、2020

### 記念論集
- 『東洋文化論叢 橋本博士喜寿記念』立命館大学人文学会、1967

## 参考
- 白川静記念東洋文字文化研究所
- 白川静「蘆北先生遺事」